# Kate Pace
Katherine Pace-Lindsay (conocida como Kate Pace; North Bay, 13 de febrero de 1969) es una deportista canadiense que compitió en esquí alpino.
Ganó una medalla de oro en el Campeonato Mundial de Esquí Alpino de 1993, en la prueba de descenso. 
Participó en dos Juegos Olímpicos de Invierno, en los años 1994 y 1998, ocupando el quinto lugar en Lillehammer 1994, en la prueba de descenso.
En 1993 fue nombrada «Deportista femenina del año» en su país. Realizó un doctorado en Educación en la Universidad Nipissing.

## Palmarés internacional
| Campeonato Mundial | Campeonato Mundial | Campeonato Mundial | Campeonato Mundial |
| Año                | Lugar              | Medalla            | Prueba             |
| ------------------ | ------------------ | ------------------ | ------------------ |
| 1993               | Morioka (Japón)    | Medalla de oro     | Descenso           |